# Carlos Gutierrez
Carlos Gutierrez (ur. 4 listopada 1952 w Hawanie) – amerykański przedsiębiorca i polityk kubańskiego pochodzenia. W drugiej administracji prezydenta George’a W. Busha (2005–2009) pełnił urząd sekretarza handlu.

## Życiorys
Urodził się w stolicy Kuby jako syn właściciela dużej plantacji ananasów. Ze względu na swoją zamożność i prowadzoną działalność gospodarczą, po dojściu do władzy na Kubie komunistów pod wodzą Fidela Castro, ojciec Gutierreza został uznany za wroga rewolucji i musiał uciekać z rodziną do USA. Po okresie zamieszkiwania w Miami, głównym skupisku kubańskiej diaspory w Stanach Zjednoczonych, rodzina przeniosła się do Meksyku, gdzie Gutierrez senior otrzymał posadę w tamtejszym oddziale amerykańskiego koncernu spożywczego Heinz. Carlos ukończył studia w zakresie zarządzania na uczelni w Querétaro.
W 1975 został zatrudniony w meksykańskiej filii innej wielkiej korporacji w amerykańskiej branży spożywczej – firmie Kellogg. W ciągu piętnastu lat przeszedł drogę od przedstawiciela handlowego rozwożącego dostawy po sklepach aż do managera wysokiego szczebla. W 1990 został jednym z wiceprezydentów firmy, a kilka miesięcy później przejął odpowiedzialność za kierowanie jej działalnością w całych Stanach Zjednoczonych. W 1999 najpierw wszedł w skład rady nadzorczej firmy, a wkrótce potem został przewodniczącym rady i zarazem prezesem firmy.
29 listopada 2004 prezydent George W. Bush ogłosił nominację Gutierreza na sekretarza handlu w swym drugim gabinecie. 24 stycznia 2005 zgodę na jego powołanie wyraził Senat USA. 7 lutego został zaprzysiężony i rozpoczął urzędowanie. Pozostał na tym stanowisku aż do końca prezydentury Busha w styczniu 2009. Po odejściu z rządu powrócił do działalności w biznesie, chociaż już tylko jako członek rad nadzorczych kilku firm, a nie menedżer zajmujący się bieżącym zarządzaniem. Prowadzi także własną firmę zajmującą się doradztwem strategicznym oraz wykłada na University of Miami, w instytucie tej uczelni zajmującym się badaniami nad Kubą. Współpracuje również jako ekspert i komentator z telewizją CNBC.